# Платівське газове родовище
Платівське газове родовище — належить до Північного борту нафтогазоносного району Східного нафтогазоносного регіону України.

## Опис
Розташоване в Харківській області на відстані 18 км від м. Зміїв.
Знаходиться в південно-східній частині півн. бортової зони Дніпровсько-Донецької западини.
Структура виявлена в 1987 р. Єдиний газовий Поклад, розташований у межах монокліналі, має форму субширотно витягнутої смуги розмірами 2,8х0,5 м; він пов'язаний з окремим тектонічним блоком, який знаходиться в зоні півн. крайового розлому. Пастку екранують скиди амплітудою 25-200 м.
Перший промисловий приплив газу отримано з відкладів нижньосерпуховського під'ярусу в 1991 р.
Поклад пластовий тектонічно екранований. Режим покладу — газовий. На 1.01.1994 р. родовище знаходилось у розвідці.